# Skårsgatan
Skårsgatan är en gata i stadsdelarna Bö och Skår i Göteborg. Den är cirka 1 120 meter lång och sträcker sig från Delsjövägen till Sankt Sigfridsgatan.
Gatan fick sitt namn år 1925 efter gården Skår. I västsvenska ortnamn är dialektordet skår vanligt och betecknar inskärning eller skåra i marken, avsats i berg och dylikt. Namnet, stavat Shor, förekommer i ett dombrev utfärdat på tinget i Sävedals härad år 1496.

## Bebyggelse
Skårsgatans villabebyggelse i funkisstil uppfördes under åren 1938–1945 enligt en stadsplan upprättad av Uno Åhrén år 1936. Merparten av husen ritades av Börje Eliasson. Villorna är i två våningar med ljusa putsade fasader och nästan plana tak. I området återfinns i den södra delen Skårsskolan, uppförd år 1950 i rött tegel med valmat tegeltäckt sadeltak efter ritningar av D Persson och Skårs kyrka, uppförd år 1959 efter ritningar av Johan Tuvert. I områdets norra del finns ett butiks- och bostadshus i två våningar med valmat tegeltäckt sadeltak. Villorna i södra delen och Skårsskolan är upptagna i kommunens bevaringsprogram år 1987 då de utgör en arkitektonisk helhet med välbevarade byggnader i funkisstil.

## Galleri

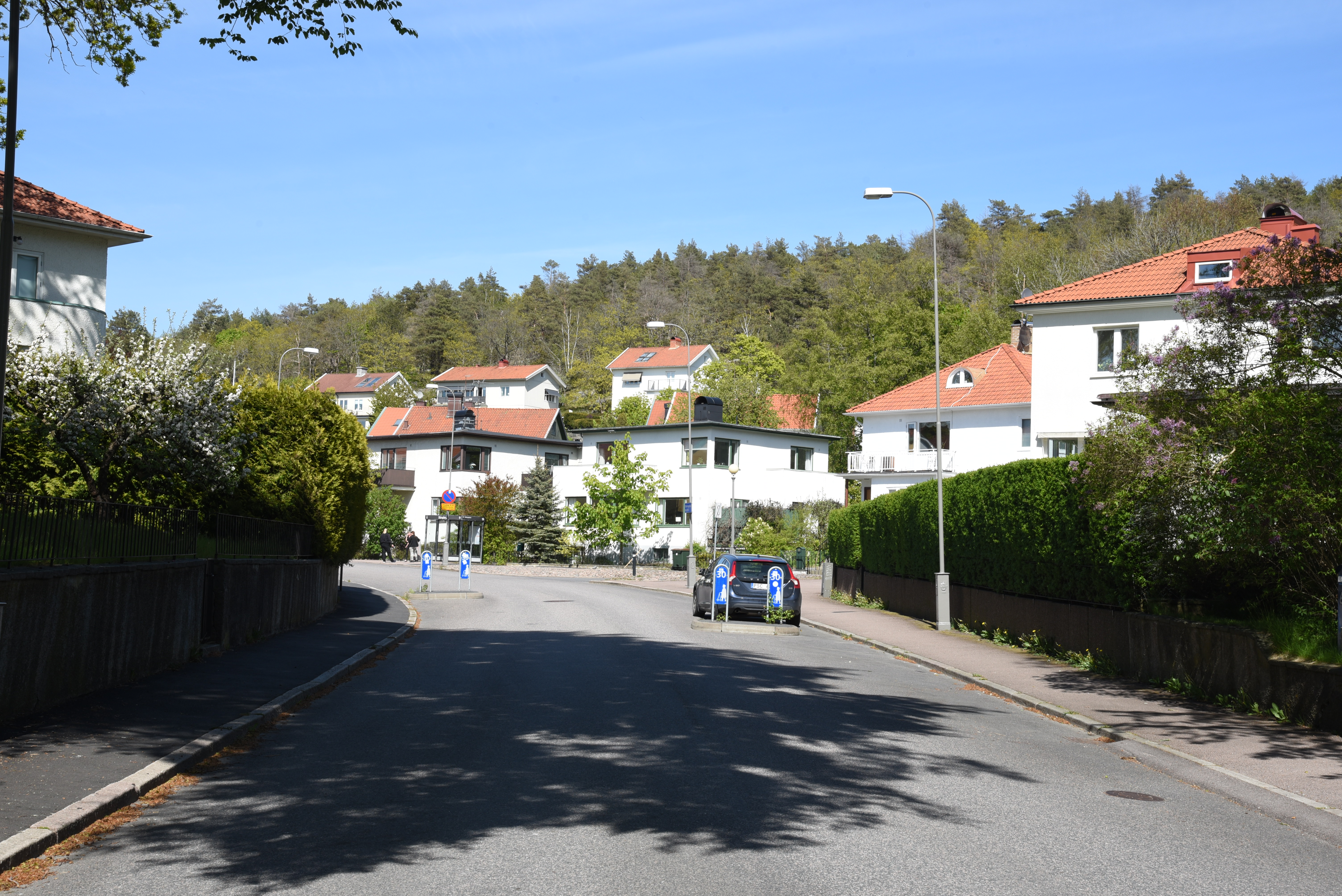
Funkisvillor längs Skårsgatan i stadsdelen Skår.
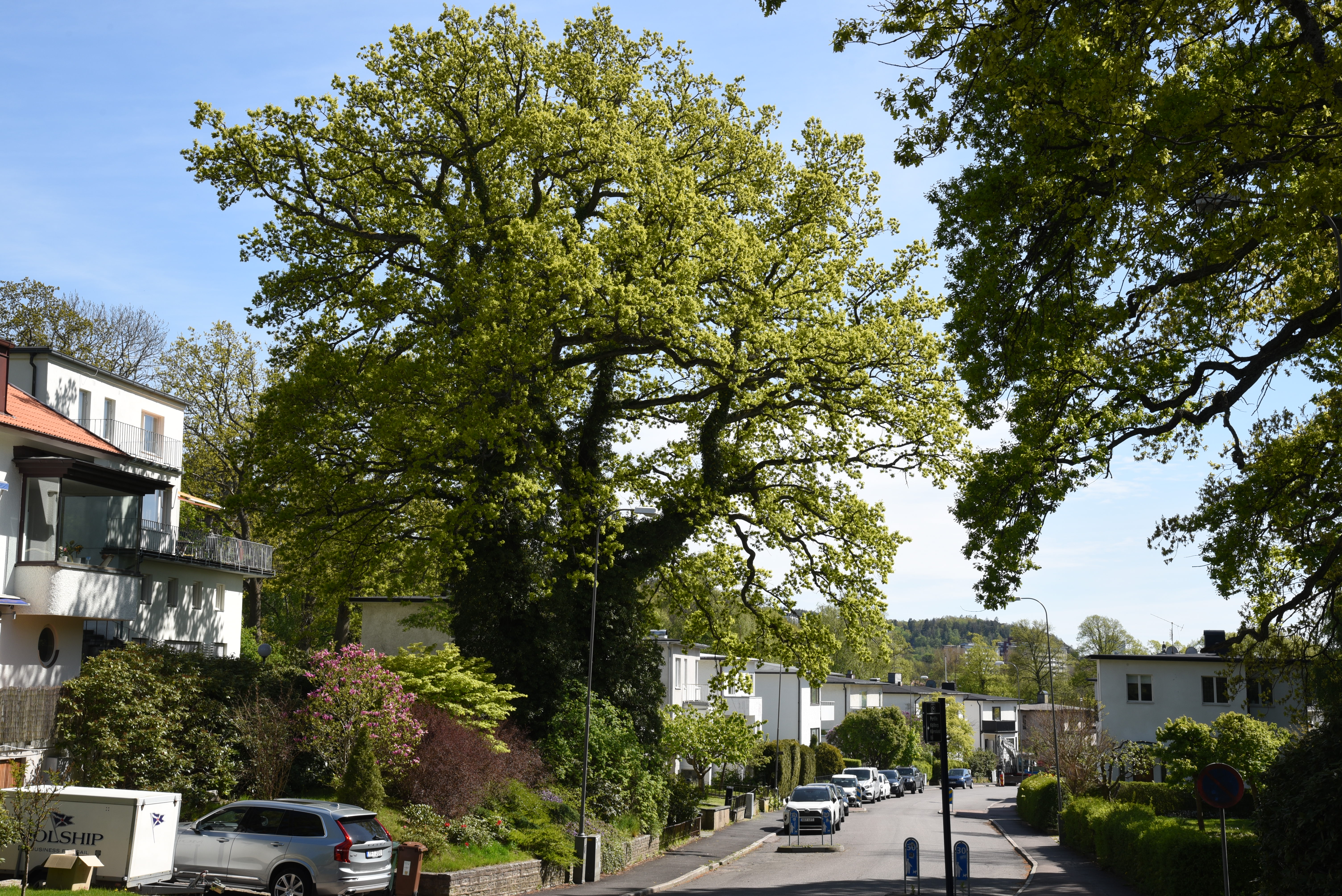
Den gamla gränseken mellan Skårs gård och Stora Gårda.
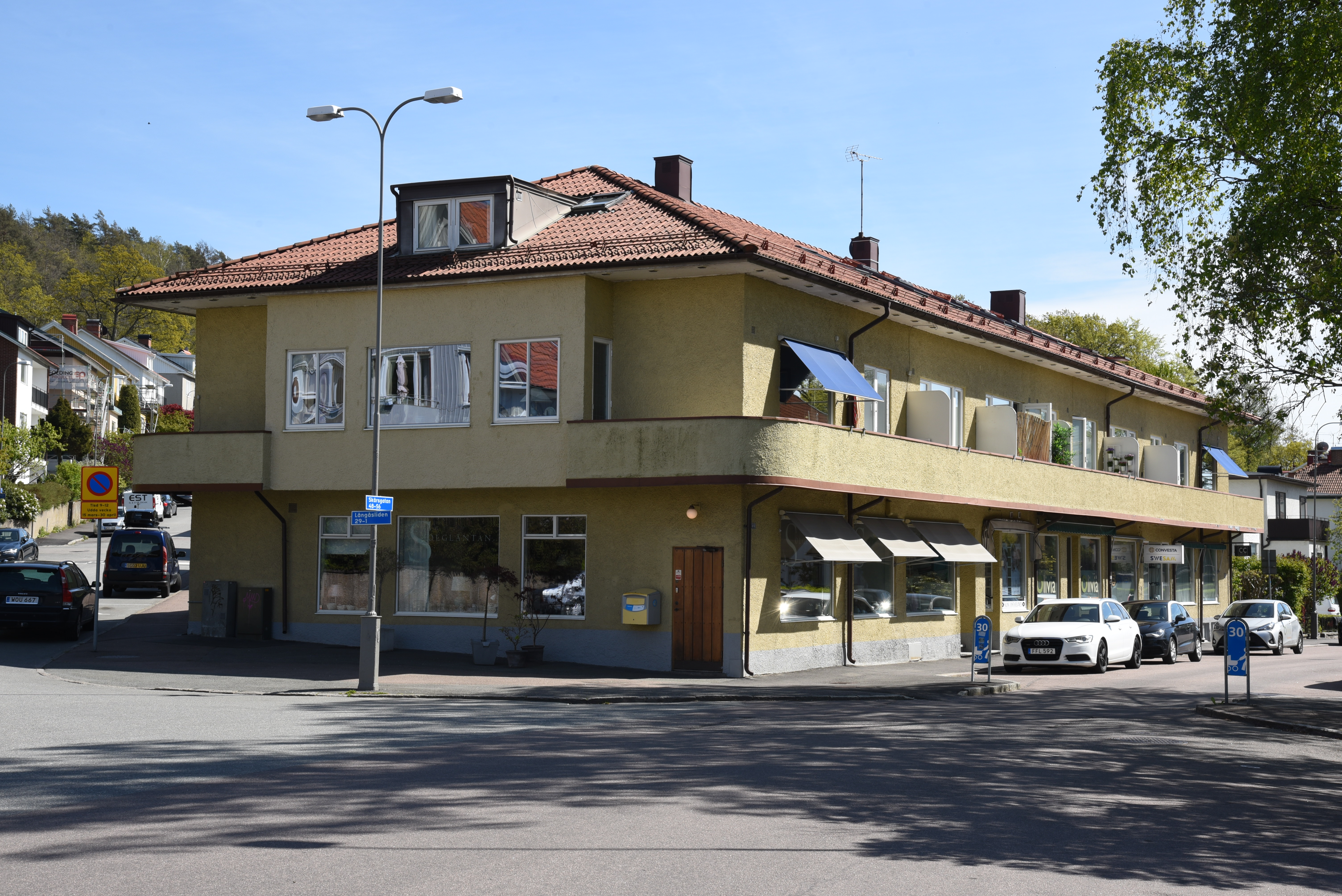
Butiks- och bostadshuset vid Skårsgatan/Skårsplatsen.
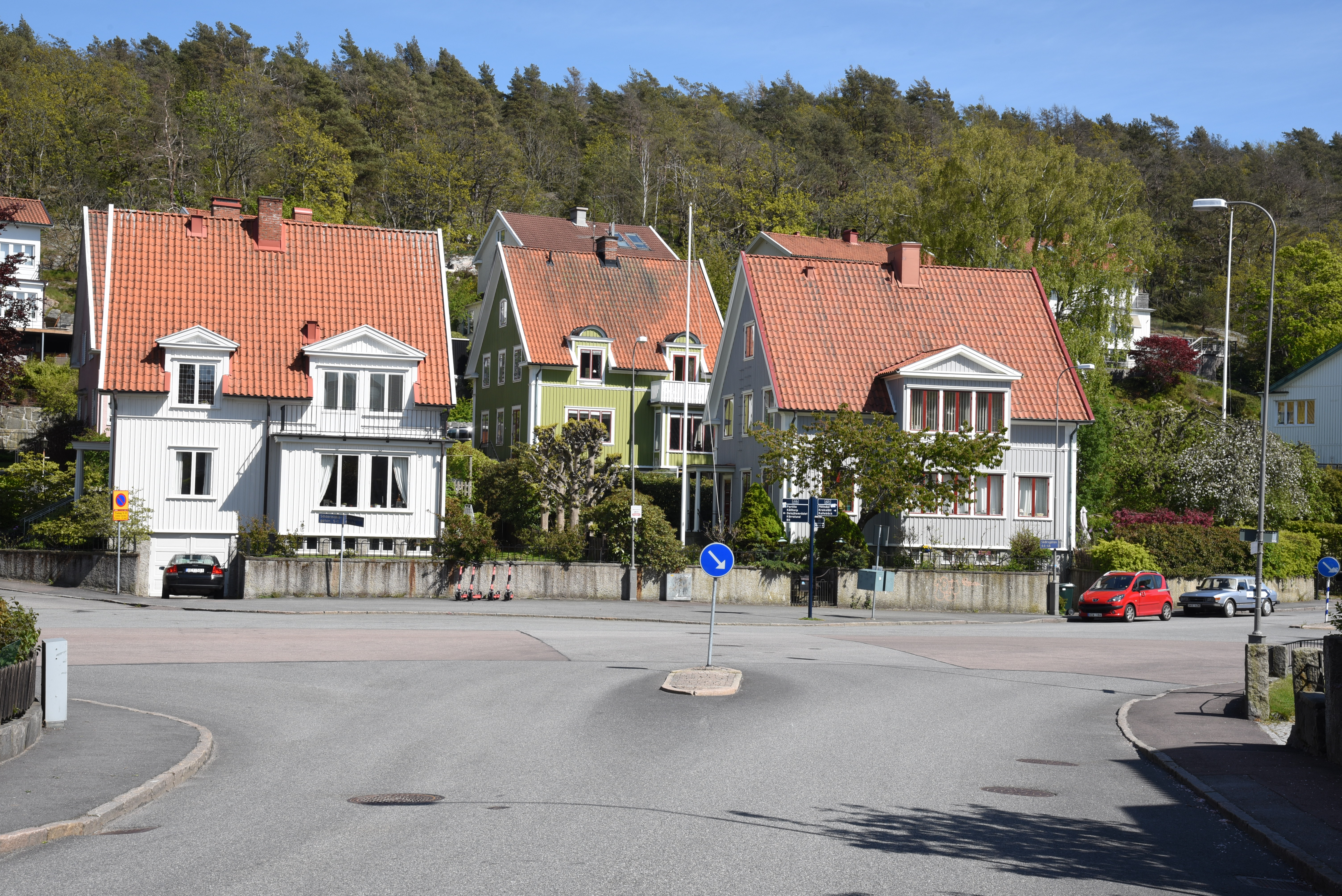
Skårsplatsen sedd från Olof Skötkonungsgatan.
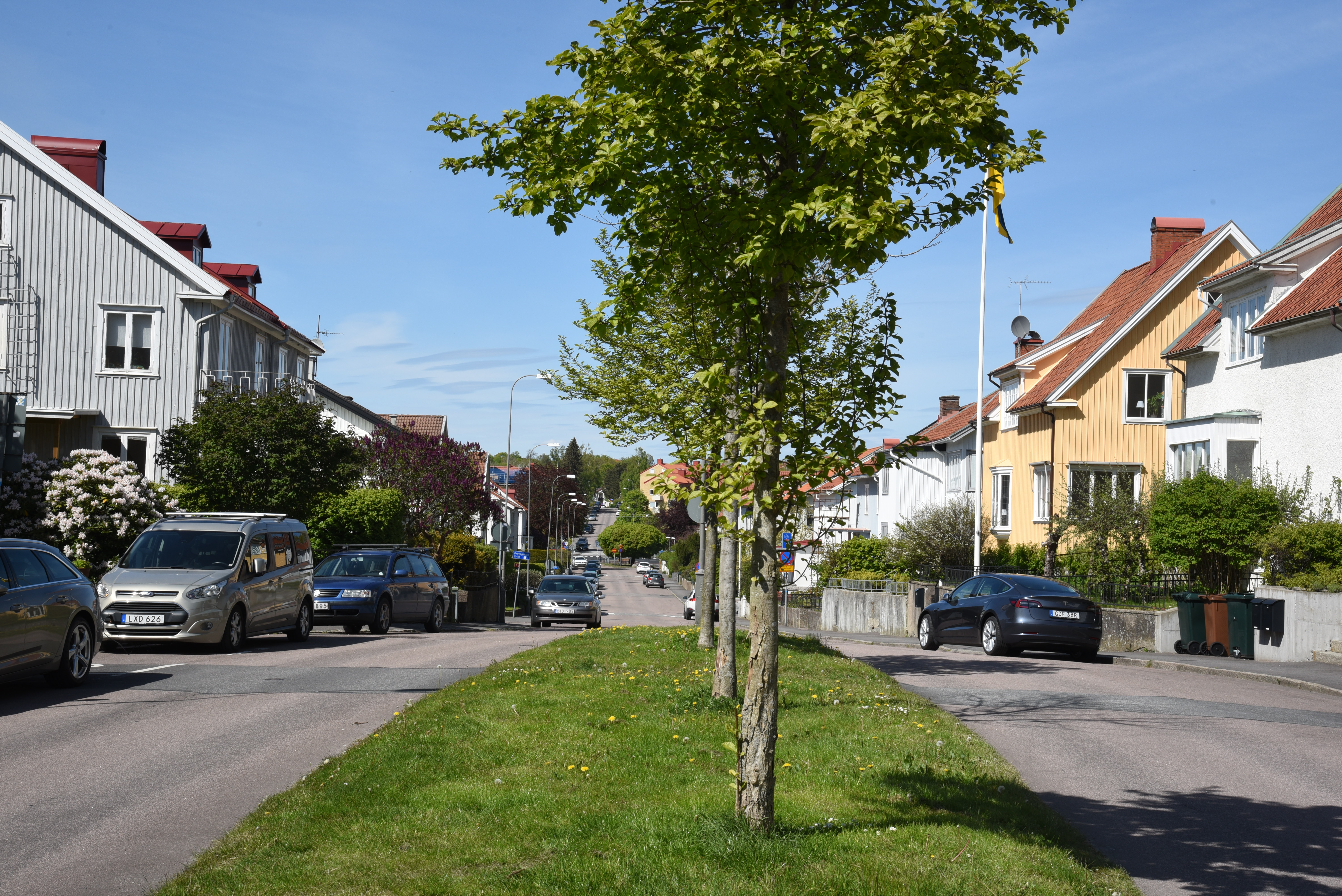
Skårsgatans sträckning i stadsdelen Bö.